# Kanapaka
Kanapaka é uma vila no distrito de Vizianagaram, no estado indiano de Andhra Pradesh.

## Demografia
Segundo o censo de 2001, Kanapaka tinha uma população de 6684 habitantes. Os indivíduos do sexo masculino constituem 51% da população e os do sexo feminino 49%. Kanapaka tem uma taxa de literacia de 70%, superior à média nacional de 59,5%: a literacia no sexo masculino é de 81% e no sexo feminino é de 60%. Em Kanapaka, 9% da população está abaixo dos 6 anos de idade.